# Halvar Frisendahl
Halvar Sven Otto Frisendahl, né le 25 septembre 1889 dans la paroisse d'Ådals-Liden, comté de Västernorrland, et décédé le 6 décembre 1953 à Trosa, est un sculpteur suédois.
Il est le fils du vicaire Victor Bernhard Frisendahl et de Lydia Wilhelmina Lindahl et marié depuis 1921 à Anna Hedvig Gröndahl (1886–1974). Il est le descendant de Valborg Månsdotter Frisk, le frère de Carl et Fredrik Frisendahl, et le père de Cecilia Frisendahl.
Frisendahl fait ses études à la Kungliga Konsthögskolan de Stockholm de 1911 à 1914, puis il vit à Paris et étude à l'Académie Colarossi. En 1918, il part pour des études en Italie, mais il revient bientôt à Paris. Ses créations artistiques se composent principalement de petites sculptures représentant des animaux, des portraits et des pierres tombales. Frisendahl est représenté au Moderna Museet, avec une tête de fille en bronze au Nationalmuseum  et avec une sculpture en plâtre à la galerie d'art de Västerås.

## Sources imprimées
- Dictionnaire des artistes suédois, partie II, page 251, Maison d'édition Allhems, Malmö.
- Artistes suédois, Manuel biographique, maison d'édition Väbo, 1987, page 159  (ISBN 91-87504-00-6)